# Microsoft Windows PE
Microsoft Windows PE (PE steht für Preinstallation Environment, englisch für Vor-Installations-Umgebung; auch kurz WinPE genannt) ist ein minimiertes Windows-Betriebssystem. Es basiert auf Windows XP und seinen Nachfolgern (bis einschließlich Windows 11) und lässt sich als limitiertes Live-System von verschiedenen startfähigen Speichermedien (wie etwa CD-ROM, USB-Stick oder Festplatte) oder über das Netzwerk mittels Preboot Execution Environment (PXE) hochfahren.

## Entwicklung
Folgende Versionen sind mittlerweile auf dem Markt verfügbar:
- Windows PE 1.0 war die erste von Microsoft veröffentlichte Version. Es basierte auf Windows XP. Nach kurzer Zeit wurden sämtliche Informationen darüber von der Microsoft-Homepage entfernt, weil man mit Hilfe von Windows PE die gesamten NTFS-Sicherheitsrichtlinien umgehen konnte.
- Windows PE 1.1 folgte kurze Zeit später. Das Starten über die Windows Recovery Console wurde ab dieser Version nicht mehr offiziell unterstützt. Diese Version basiert noch auf Windows XP oder Windows XP SP1.
- Windows PE 1.2 hatte eine erweiterte API-Unterstützung und ein komplettes VBScript-Environment. Diese Version basierte auf Windows XP, Windows XP SP1 oder Windows Server 2003.

Microsoft machte mit den darauf folgenden Versionen einen Schritt in eine ganz neue Richtung und änderte neben den Versionsnummern auch das Lizenzierungsmodell, um auch Resellern zu erlauben, Windows PE direkt auf mitgelieferten CDs an den Kunden weiterzugeben:
- Windows PE 2004 (1.5) basierte erstmals nur noch auf Windows XP SP2. Bei dieser Version kamen PnP-Treiberunterstützung und WMI-Funktionen hinzu.
- Windows PE 2005 (1.6) unterstützt auch PXE-Startumgebungen anderer Hersteller. Eine erweiterte RAM-Disk-Unterstützung kam dazu, bei dem die gesamte CD in das RAM geladen wird. Dies ermöglicht das Entfernen der CD im laufenden Betrieb. Die 2005er Version basiert auf Windows XP SP2 und Windows Server 2003.
- Windows PE 2.0 basiert auf Windows Vista und ist Teil des Windows Automated Installation Kit 1.0 für Windows Vista und kostenlos herunterladbar (siehe auch Weblinks).
- Windows PE 2.1 ist Teil des Windows Automated Installation Kit 1.1 für Windows Vista SP1 und Windows Server 2008 und ebenfalls kostenlos herunterladbar (siehe auch Weblinks).
- Windows PE 3.0 basiert auf Windows 7 und ist Teil des Windows Automated Installation Kit für Windows 7 und kostenlos herunterladbar (siehe auch Weblinks).
- Windows PE 3.1 basiert auf Windows 7 SP1 und ist Teil der Ergänzung zum Windows Automated Installation Kit (AIK) für Windows 7 SP1.
- Windows PE 4.0 basiert auf Windows 8 und ist Teil der Ergänzung zum Windows Assessment and Deployment Kit (ADK) (Windows Kits 8.0).
- Windows PE 5.0 basiert auf Windows 8.1 und ist Teil der Ergänzung zum Windows ADK (Windows Kits 8.1).
- Windows PE 5.1 basiert auf Windows 8.1 Up1 und ist durch Update von Windows PE 5.0 für WimBoot nötig. Derzeit noch nicht in ein ADK integriert.
- Windows PE 10.0.10240.16384 basiert auf Windows 10.
- Windows PE 10.0.10586 basiert auf Windows 10 Version 1511 und ist Teil des Assessment and Deployment Kit (ADK) für Windows 10 Version 1511 und kostenlos herunterladbar (siehe auch Weblinks).
- Windows PE 10.0.14393 basiert auf Windows 10 Version 1607 und ist Teil des Assessment and Deployment Kit (ADK) für Windows 10 Version 1607 und kostenlos herunterladbar (siehe auch Weblinks).
- Windows PE 10.0.15063.0 basiert auf Windows 10 Version 1703 und ist Teil des Assessment and Deployment Kit (ADK) für Windows 10 Version 1703 und kostenlos herunterladbar (siehe auch Weblinks).
- Windows PE 10.0.16299.15 basiert auf Windows 10 Version 1709 und ist die erste Version, die ARM32- und ARM64-Architekturen unterstützt.
- Windows PE 10.0.17134.1 basiert auf Windows 10 Version 1803 und ist Teil des Assessment and Deployment Kit (ADK) für Windows 10 Version 1803 und kostenlos herunterladbar (siehe auch Weblinks).
- Windows PE 10.0.17763.1 basiert auf Windows 10 Version 1809 und ist Teil des Assessment and Deployment Kit (ADK) für Windows 10 Version 1803 und kostenlos herunterladbar (siehe auch Weblinks).
- Windows PE 10.0.18362.1 basiert auf Windows 10 Version 1903 und ist Teil des Assessment and Deployment Kit (ADK) für Windows 10 Version 1903 und kostenlos herunterladbar (siehe auch Weblinks).
- Windows PE 10.0.19041.1 basiert auf Windows 10 Version 2004 und ist Teil des Assessment and Deployment Kit (ADK) für Windows 10 Version 2004 und kostenlos herunterladbar (siehe auch Weblinks).
- Windows PE 10.0.20348.1 basiert auf Windows Server 2022.
- Windows PE 10.0.22000.1 basiert auf Windows 11 und ist die letzte Version, die x86- und ARM32-Architekturen unterstützt.
- Windows PE 10.0.22621.1 basiert auf Windows 11 22H2.
- Windows PE 10.0.25398.1 basiert auf Windows 11 23H2.
- Windows PE 10.0.26100.1 basiert auf Windows 11 24H2.

## Möglichkeiten
Windows PE ist vor allem für Computerhersteller und Administratoren vorgesehen. Es soll die vollautomatische Installation eines Windows-Systems auf einem neuen Computer ermöglichen, auf dem bisher noch kein Betriebssystem installiert wurde.
Windows PE bietet einen einfachen Kommandozeileninterpreter und benötigt nur etwa 512 Megabyte Arbeitsspeicher. Nach dem Start lassen sich z. B. Festplatten partitionieren und formatieren oder Netzwerklaufwerke verbinden, von denen dann eine Windows-Installation gestartet werden kann.

### Weitere Möglichkeiten
- Begrenzte Win32-Schnittstellen
- Kommandozeile (cmd.exe)
- Windows Scripting Host (WSH)
- HTML-Applikationen (HTA)
- ActiveX Data Objects (ADO)
- Netzwerk
- Mass Storage Subsystem
- NTFS-Partitionsverwaltung
- Spezielle Hardware-Treiber für Hardware-Diagnosen
- Hochfahren über das PXE-Protokoll (alle Versionen mit Microsoft-RIS-Server, ab Version 2004 per ISO-Image Transfer, und dessen Nachfolger WDS)
- Plug-and-Play-Treiber

### Abwandlung Windows Forensic Environment
Durch Modifikation von wenigen Registry-Einträgen soll eine für Auditing- und IT-forensische Untersuchungen nutzbare Abwandlung von Windows PE, das sogenannte WinFE (für Windows Forensic Environment) erzeugt werden können. Die Modifikation unterbindet das sonst übliche und automatische Einbinden von verbauten Speichermedien (z. B. ein Festplattenlaufwerk) und verhindert somit das Schreiben jeglicher Daten (z. B. der Zeitpunkt des letzten, lesenden Zugriffs auf Daten).
Bislang fehlen jedoch auf einer fundierten, empirischen Datenbasis durchgeführte Tests, die die (IT-forensisch) einwandfreie Funktion des WinFE belegen. Nutzern dieser Abwandlung wird empfohlen, vor Einsatz von WinFE selbst entsprechende Tests durchzuführen.

## Nicht unterstützte Funktionen
Im Folgenden sind Funktionen aufgelistet, welche in normalen Windows-Versionen unterstützt, jedoch in Windows PE nicht oder nicht mehr enthalten sind.
- Windows-Dateifreigaben
- IPX/SPX ab Windows Vista
- Bis Version 2004: third-party Preboot Execution Environment (PXE)
Anmerkung: Mit Version 2004 wurde das Starten von einem per PXE übertragenen ISO-Speicherabbild unterstützt. Davor war Hochfahren per PXE nur über einen Microsoft-RIS-Server oder eine alternative Lösung mit entsprechender BINL-Unterstützung möglich.
- Hochfahren von einer Startdiskette
- Bis Version 1.2: Hochfahren von einem USB-Stick
- .NET Framework: Ab Version 4.0 wird .NET Framework 4 unterstützt

- Nur 32 Bit Windows PE: Windows on Windows 32 (WOW32)
  - Keine 16-Bit-Programme auf 32-Bit-Systemen

- Nur 64 Bit Windows PE: Windows on Windows 64 (WOW64)
  - keine 32-Bit-Programme auf 64-Bit-Systemen

- Teilweise fehlende API-Komponenten:
  - Access Control
  - Active Directory Services Interfaces (ADSI)
  - DirectX
  - NetShow Theater Administration
  - OpenGL
  - Energieoptionen (Power Options)
  - Drucken und Druckwarteschlange (Printing and Print Spooler)
  - Still Image
  - Bandsicherung (Tape Backup)
  - Terminaldienste (Terminal Services)
  - Benutzerprofile (User Profiles)
  - Arbeitsstation (Window Station) und Desktop
  - Bis Version 2004: Windows Management Instrumentation (WMI)
  - Windows Multimedia
  - Windows-Shell

## Lizenz
Bis unter Windows XP benötigte man eine Lizenz für das volle Betriebssystem (OEM, ISV, VL usw.), um WinPE nutzen zu dürfen. Seit Vista ist das Preinstallation Environment (WinPE 2.0) jedoch allgemein zugänglich, das gilt auch für die Version 5.0 unter Windows 8.1.
Damit Windows PE nicht als kostenloser Ersatz eines kommerziellen Betriebssystems verwendet werden kann, wird nach 72 Stunden kontinuierlicher Verwendung die Ausführung der Shell beendet und ein Neustart ausgeführt. Dieser Zeitraum ist nicht konfigurierbar.